# 한이석
한이석(1992년 11월 16일 ~ )은 대한민국의 스타크래프트 II 프로게이머이다. 종족은 테란이며, 아이디는 [Dopen]aLive이다.

## 개요
fOu(현 FXOpen)와 TSL에 활동하기도 했으며 2012년 1월 프나틱에 입단하였다.
2013년 2월 11일 프나틱과 결별했다.
2013년 3월 28일 이블 지니어스에 입단하였고, 2013년 12월 13일 이블 지니어스에서 탈퇴했다.
2014년 4월 4일 MVP 입단을 공식적으로 발표했다.
2014년 7월 31일 MVP와의 결별을 공식 발표했다.
2014년 10월 14일 스타테일에 입단하였다.
2015년 4월 28일 스타테일의 네이밍 스폰서 후원 계약 체결로 인하여 스베누 소속이 되었다.
2016년 1월 23일 아프리카TV의 스베누 스타크래프트 II 게임단 인수로 인하여 아프리카 프릭스 소속이 되었다.
2016년 스타크래프트 II Dopen Clan에 가입했다.
2018년 4월 1일에 TitanEX1에 입단하였다.

## 주요 기록
스타크래프트 II : 프리미어 개인리그 우승 1회, 준우승 1회'
- 2010년 제58회 스타크래프트 준프로게이머 선발전 입상
- 2010년 Sony Ericsson GSL 오픈 시즌 3 32강
- 2011년 Sony Ericsson GSL Jan. 코드 A 16강
- 2011년 2세대 인텔 코어 GSL Mar. 코드 A 16강
- 2011년 LG 시네마 3D GSL May. 코드 A 8강/승강전/코드 S 승격
- 2011년 LG 시네마 3D 슈퍼 토너먼트 64강
- 2011년 NASL 16강
- 2011년 펩시 GSL July. 코드 S 32강
- 2011년 펩시 GSL Aug. 코드 S 32강
- 2011년 Sony Ericsson GSL Oct. 코드 S 32강
- 2011년 IPL 3 16강
- 2011년 Sony Ericsson GSL Nov. 코드 S 8강
- 2012년 HOT6 GSL Season 1 코드 S 4강
- 2012년 Iron Squid 4등
- 2012년 HOT6 GSL Season 2 코드 S 32강/코드 A 24강
- 2012년 MLG Winter ChampionShip 10등
- 2012년 IGN ProLeague Season 4 우승
- 2012년 MLG Spring ChampionShip 13-16등
- 2012년 MLG Summer Arena 7-8등
- 2012년 MLG Summer ChampionShip 9-12등
- 2012년 2012 무슈제이 GSL Season 3 승강전/코드 A 24강
- 2012년 배틀넷 월드 챔피언쉽 시리즈 SC2 2012 한국대표 선발전 13-16등
- 2012년 2012 HOT6 GSL Season 4 승강전/코드 A 24강
- 2012년 2012 HOT6 GSL Season 5 승강전/코드 A 48강
- 2013년 2013 WCS 아메리카 시즌 1 프리미어리그 4강 (2013 WCS 시즌 1 파이널 진출)
- 2013년 2013 WCS Season1 TG삼보-Intel Finals 8강
- 2013년 IEM Season VIII - Shanghai 8강
- 2013년 2013 WCS 아메리카 시즌 2 프리미어리그 6위 (차오진후이의 불참으로 인해 대신 2013 WCS 시즌 2 파이널 진출)
- 2013년 2013 WCS 시즌 2 파이널 8강
- 2013년 2013 WCS 아메리카 시즌 3 프리미어리그 32강
- 2013년 2013 WCS 아메리카 시즌 3 챌린저리그 40강
- 2013년 2013 WCS 글로벌 파이널 16강
- 2014년 2014 WCS 아메리카 시즌 1 프리미어리그 32강
- 2014년 2014 WCS 코리아 시즌 3 핫식스 글로벌 스타크래프트 II 리그 코드 A 48강
- 2015년 2015 핫식스 글로벌 스타크래프트 II 리그 시즌 3 코드 A 48강
- 2015년 2015 스베누 스타크래프트 II 스타리그 시즌 3 챌린지 24강
- 2016년 Ting Open 32강
- 2016년 스타크래프트 II 스타리그 2016 시즌 1 8강
- 2016년 2016 핫식스 글로벌 스타크래프트 II 리그 시즌 1 코드 S 32강
- 2016년 스타크래프트 II 스타리그 2016 시즌 2 16강
- 2016년 2016 핫식스 글로벌 스타크래프트 II 리그 시즌 2 코드 S 32강
- 2016년 HomeStory Cup XIV 8강
- 2017년 2017 핫식스 글로벌 스타크래프트 II 리그 시즌 1 코드 S 16강
- 2017년 IEM Season XI - World Championship 4강
- 2017년 GSL Super Tournament 시즌 1 준우승
- 2017년 2017 핫식스 글로벌 스타크래프트 II 리그 시즌 2 코드 S 16강
- 2017년 2017 핫식스 글로벌 스타크래프트 II 리그 시즌 3 코드 S 16강
- 2017년 GSL Super Tournament 시즌 2 16강
- 2018년 2018 글로벌 스타크래프트 II 리그 시즌 1 코드 S 16강
- 2018년 2018 AfreecaTV GSL Super Tournament 시즌1 16강
- 2018년 2018 글로벌 스타크래프트 II 리그 시즌 2 코드 S 32강
- 2018년 2018 글로벌 스타크래프트 II 리그 시즌 3 코드 S 32강
- 2019년 2019 마운틴듀 글로벌 스타크래프트 II 리그 시즌 2 코드 S 32강
- 2019년 2019 마운틴듀 글로벌 스타크래프트 II 리그 시즌 3 코드 S 32강